# الشهر (المضاربة والعارة)

تعديل مصدري - تعديل

الشهر هي إحدى قرى عزلة المضاربة بمديرية المضاربة والعارة التابعة لمحافظة لحج، بلغ تعداد سكانها 121 نسمة حسب تعداد اليمن لعام 2004.